# Le Soleil de Palicorna
Le Soleil de Palicorna est un roman de Jacques Peuchmaurd publié en 1964 aux éditions Robert Laffont et ayant reçu le prix des Libraires l'année suivante.

## Éditions
- Le Soleil de Palicorna, éditions Robert Laffont, 1964.